# Nafanga
Nafanga è un comune rurale del Mali facente parte del circondario di Koutiala, nella regione di Sikasso.
Il comune è composto da 6 nuclei abitati:
- Dougouniona
- Kani
- Karangasso (centro principale)
- Nintabougoro
- Tianhirisso
- Zéguésso